# 托尔尼 (卢森堡省)
托尔尼（法語：Torgny，法語發音：[tɔʁɲi]）是比利时瓦隆大区盧森堡省的一个村庄，位于比法边境。托尔尼原为一独立市镇，1977年，托尔尼并入市镇鲁夫鲁瓦，成为了鲁夫鲁瓦的一个片区。